# Komarowskij
Komarowskij (ros. Комаро́вский) – miasto zamknięte w obwodzie orenburskim Federacji Rosyjskiej. Teren wojskowy Ministerstwa Obrony, należący do 13 Dywizji Rakietowej, wchodzącej w skład 31 Armii Rakietowej. Stacjonuje tu jednostka wojskowa 68545. W pobliżu zlokalizowany jest kosmodrom Dombarowskij.

## Nazwa
Nazwa została utworzona od nazwiska pilota i astronauty Władimira Michajłowicza Komarowa, który od września 1965 roku pracował w zespole odpowiedzialnym za program Sojuz i odbył lot na statku kosmicznym Sojuz-1. Komarow zginął na terenie obwodu orenburskiego. Jego nazwiskiem została nazwana również jedna ze szkół znajdująca się na terenie miasta.
W czasach Związku Radzieckiego miejscowość była znana jako Jasnyj-2, Dombarowskij-3 lub Dombarowskij-2. Nazwy utworzono od pobliskich miast. W dokumentacji z lat 1972–1994 występuje nazwa Dombarowskij-3. Na terenie miasta znajduje się lotnisko wojskowe Jasnyj. Kosmodrom Dombarowskij w Rosji również nazywany jest „Jasnyj”.

## Lokalizacja
Miasto zamknięte Komarowskij leży około 7,5 km w linii prostej od kosmodromu Dombarowskij, z którym jest połączone drogą dojazdową i około 5 km od centrum miasta Jasnyj. Odległość do granicy z Kazachstanem wynosi około 25 km w linii prostej, zaś do miasta Orenburg, stolicy obwodu orenburskiego około 328 km w linii prostej.
Do miasta można się dostać drogą dojazdową z Jasnego. Wjazd wymaga przepustki, z uwagi na przepisy prawa dotyczące wstępu do miast zamkniętych. Granice reguluje dekret prezydenta Federacji Rosyjskiej Władimira Putina nr 1387 z 23 listopada 2003 roku. Komarowskij przylega do granic miasta Jasnyj, ale stanowi oddzielny podmiot administracyjny.

## Historia
Budowa miasteczka wojskowego dla żołnierzy z jednostki 68545 i ich rodzin rozpoczęła się w 1962 roku. Pierwsze zabudowania powstały wzdłuż głównej ulicy Jużnej. W 1964 otwarto tu pierwsze przedszkole dla dzieci wojskowych, dwa lata później powstała szkoła średnia. Zbudowano również szpital i domy dla oficerów.
22 listopada 1972 roku władze RFSRR zatwierdziły dekret przyznający miasteczku wojskowemu status zamkniętego osiedla. Wówczas nazywano je Dombarowskij-3. Przyczyna zamknięcia osiedla dla osób z zewnątrz wynika z faktu, że na jego terenie stacjonowała jednostka wojsk rakietowych o znaczeniu strategicznym. Ponadto w pobliżu znajdowało się lotnisko wojskowe „Jasnyj”.
W styczniu 1994 roku nazwę zmieniono na Komarowskij i przyznano status miasta zamkniętego.
Od grudnia 2003 roku miasto posiada herb i flagę.
W 2002 roku liczba mieszkańców wynosiła 8334, w 2010 roku 8064, obecnie zmniejszyła się.
Na terenie miasta znajduje się baza spółki ISC Kosmotras, głównego operatora lotów z kosmodromu Dombarowskij.